# Gare de Hangzhou
La gare de Hangzhou (chinois : 杭州站 ; pinyin : hángzhōu zhàn), également dite localement Gare de Hangzhou-Ville (杭州城站, hángzhōu chéng zhàn), notamment dans les transports en commun urbains, est une gare ferroviaire chinoise situé à Hangzhou. 

## Histoire
Une première gare est construite en 1907, puis déplacée en 1910, et une deuxième est reconstruite en 1942 puis en 1999.[réf. nécessaire]